# Trogloturismo
El Trogloturismo es un concepto reciente de turismo, basado en vivir nuevas experiencias viviendo en una Casa-Cueva y disfrutar de su entorno. Se trata en vivir en un lugar donde lo hacían nuestros antepasados pero con todas las comodidades del siglo XXI. Por ejemplo, como los antiguos aborígenes canarios lo hacían en el Poblado Aborigen de Acusa.
En las casas-cueva, la tierra sirve como tejado aislante que protege de forma eficaz contra el frío, la lluvia y el viento. Es un edificio flexible que puede ser adaptado a los deseos de cada usuario, respetar el medio ambiente y ayudar a un consumo razonable de energía
Hoy en día, el uso de las cuevas es algo habitual en todo el municipio de Artenara, tanto para el uso residencial, como agropecuario e incluso turístico, con empresas dedicadas al alquiler de este tipo de habitáculo como Casas-Cueva de Turismo Rural. La particularidad de estas viviendas es que mantienen la temperatura constante de 18 °C todo el año, por lo que abrigan al habitante de los fríos del invierno y lo refrescan en los rigurosos calores del verano. Además, proporcionan un completo descanso gracias a la tranquilidad que proporciona la energía que procede del interior de la tierra, la cual nos permite encontrarnos a nosotros mismos.
Es posible practicar trogloturismo en muchos puntos de España: 
- Granada,[2]
- Artenara-Gran Canaria,[3]
- Navarra
- etc.

Es un tipo de turismo totalmente innovador, basándose en el modelo tradicional de vida y por el que han apostado muchas familias como es el caso de Artenatur.